# Episodi di Superman (serie animata 1988)
La serie animata Superman è basata sul personaggio di Superman di DC Comics. La serie è andata in onda originariamente negli Stati Uniti nel 1988 ed è composta da un'unica stagione.
| nº | Titolo originale                                    | Prima TV USA      |
| -- | --------------------------------------------------- | ----------------- |
| 1  | Destroy the Defendroids                             | 17 settembre 1988 |
| 1  | The Adoption                                        | 17 settembre 1988 |
| 2  | Fugitive from Space                                 | 24 settembre 1988 |
| 2  | The Supermarket                                     | 24 settembre 1988 |
| 3  | By the Skin of the Dragon's Teeth                   | 1º ottobre 1988   |
| 3  | At the Babysitter's                                 | 1º ottobre 1988   |
| 4  | Cybron Strikes                                      | 8 ottobre 1988    |
| 4  | The First Day of School                             | 8 ottobre 1988    |
| 5  | The Big Scoop                                       | 15 ottobre 1988   |
| 5  | Overnight with the Scouts                           | 15 ottobre 1988   |
| 6  | Triple Play                                         | 22 ottobre 1988   |
| 6  | The Circus                                          | 22 ottobre 1988   |
| 7  | The Hunter                                          | 29 ottobre 1988   |
| 7  | Little Runaway                                      | 29 ottobre 1988   |
| 8  | Superman and Wonder Woman vs. the Sorceress of Time | 5 novembre 1988   |
| 8  | The Birthday Party                                  | 5 novembre 1988   |
| 9  | Bonechill                                           | 12 novembre 1988  |
| 9  | The Driver's License                                | 12 novembre 1988  |
| 10 | The Beast Beneath These Streets                     | 19 novembre 1988  |
| 10 | First Date                                          | 19 novembre 1988  |
| 11 | Wildsharkk                                          | 26 novembre 1988  |
| 11 | To Play or Not to Play                              | 26 novembre 1988  |
| 12 | Night of the Living Shadows                         | 3 dicembre 1988   |
| 12 | Graduation                                          | 3 dicembre 1988   |
| 13 | The Last Time I Saw Earth                           | 10 dicembre 1988  |
| 13 | It's Superman                                       | 10 dicembre 1988  |

## Destroy the Defendroids
- Scritto da: Marv Wolfman

### Trama
La società di Lex Luthor crea robot chiamati Defendroids che fermano i criminali e salvano le persone in modo così efficace che Superman si allontana da Metropolis. Con il suo vecchio rivale scomparso, Luthor usa i Defendroids per rapinare un treno che trasporta un miliardo di dollari in oro a Fort Knox.

## The Adoption
- Scritto da: Marv Wolfman

### Trama
Dopo che Jonathan e Martha Kent scoprono l'astronave di Jor-El sul ciglio della strada con suo figlio, portano il bambino in un orfanotrofio. Sfortunatamente, ci sono diverse coppie in attesa di adottare prima dei Kent. Il bambino usa i suoi superpoteri in modi maliziosi, che respingono tutti gli altri. Viene quindi adottato dai Kent, con cui va d'accordo.

## Fugitive from Space
- Scritto da: Martin Pasko

### Trama
Quando gli S.T.A.R. Labs scoprono un'astronave aliena che si schianta, Lois Lane, Clark Kent, Jimmy Olsen e gli scienziati degli S.T.A.R. Labs Albert Michaels e Jenet Klyburn trovano all'interno dell'astronave due alieni di nome Xelandra e Argan in animazione sospesa finché Jimmy non li risveglia accidentalmente. Quando si scopre che l'astronave è stata usata da un poliziotto intergalattico che ha arrestato un criminale, Superman deve scoprire chi è chi prima che il criminale usi la Terra per deporre le uova.

## The Supermarket
- Scritto da: Cherie Wilkerson

### Trama
Quando Martha Kent porta Clark nel suo primo giro di shopping, cerca di stare attenta che Clark non riveli i suoi poteri.

## By the Skin of the Dragon's Teeth
- Scritto da: Karen Willson e Chris Weber

### Trama
Lex Luthor acquista la Grande Muraglia Cinese e invita Lois Lane, Clark Kent e Jimmy Olsen per un'intervista. Quando Lex Luthor accidentalmente riporta in vita la statua del Re Drago, lui e Superman devono lavorare insieme per fermare la statua del drago.

## At the Babysitter's
- Scritto da: Cherie Wilkerson

### Trama
Jonathan e Martha Kent lasciano Clark con Melissa, la babysitter. Clark pensa di poter usare i suoi poteri per saltare l'ora di andare a letto, ma scopre che anche i Kryptoniani si stancano naturalmente.

## Cybron Strikes
- Scritto da: Buzz Dixon

### Trama
Quando Superman festeggia il compleanno di Lois Lane con un volo nel cielo, una piramide di metallo fluttua verso di loro e incontrano il suo pilota, un cyborg ostile di nome Cybron che proviene dal 35º secolo. Quando la piramide di Cybron viene portata in una struttura governativa, Cybron si libera e trasforma Lois, Jimmy e un gruppo di persone in robot.

## The First Day of School
- Scritto da: Cherie Wilkerson

### Trama
Clark Kent va a scuola per la prima volta e incontra Lana Lang. Durante il periodo scolastico, viene incolpato per aver lasciato uscire dalla gabbia la cavia della classe.

## The Big Scoop
- Scritto da: Michael Reaves

### Trama
Il vecchio amico di Clark Kent, il dottor Glozer, inventa il Chronotron che consente all'utente di vedere nel futuro. Lex Luthor vuole il dispositivo e invia i suoi uomini a catturare il dottor Glozer e a rubare la macchina. Usandola per vincere alle corse di cavalli, Luthor vede un crimine in pista e capisce che Clark Kent è Superman. Luthor quindi fa partecipare Clark a un programma televisivo scandalistico per costringerlo a rivelarsi.

## Overnight with the Scouts
- Scritto da: Cherie Wilkerson

### Trama
Clark Kent si accampa nei boschi con la sua truppa di boy scout dove raccontano storie di fantasmi.

## Triple Play
- Scritto da: Larry DiTillio

### Trama
Prankster cerca vendetta contro coloro che lo hanno mandato in prigione. Finisce per trasportare i Metros e i Goliaths (due squadre di baseball che competono nelle World Series) sulla sua isola inesplorata, rapisce il giudice Cook, Lois Lane e Jimmy Olsen (che erano parzialmente responsabili degli eventi che lo hanno mandato in prigione) e minaccia le loro vite. Superman è l'unico che può salvare i suoi amici da Prankster quando è costretto a giocare come lanciatore per la squadra di baseball robotica di Prankster contro le due squadre di baseball per il divertimento di Prankster.

## The Circus
- Scritto da: Meg McLaughlin

### Trama
Clark Kent diventa inavvertitamente parte del circo.

## The Hunter
- Scritto da: Karen Willson e Chris Weber

### Trama
Mentre è in vacanza con i suoi genitori, Clark Kent finisce per dover andarsene come Superman quando arrivano il generale Zod e i suoi compagni Ursa e Faora. Creano una creatura chiamata The Hunter che può trasformarsi in qualsiasi materiale acquisisca. Le cose si complicano per Superman quando The Hunter acquisisce la Kryptonite che è in possesso di Lex Luthor.

## Little Runaway
- Scritto da: Cherie Wilkerson

### Trama
Clark è infelice con i suoi genitori adottivi e decide di scappare da lui. Se ne va ma dopo una serie di problemi, torna dopo aver capito che casa non è peggio della vita in fuga.

## Superman and Wonder Woman vs. the Sorceress of Time
- Scritto da: Cherie Wilkerson e Marv Wolfman

### Trama
Quando Superman ferma un meteorite, un pezzo cade su Themyscira e rompe la prigione di cristallo che contiene la strega Syrene (che ha la capacità di trasportare creature mitologiche nel presente) dove trasforma le Amazzoni in orribili creature basse. Ora Superman e Wonder Woman devono fermare Cyrene prima che ottenga il potere supremo sigillato all'interno di Themyscira... che ha bisogno che Wonder Woman apra.

## The Birthday Party
- Scritto da: Cherie Wilkerson

### Trama
La festa di compleanno di Clark Kent riceve una sorpresa.

## Bonechill
- Scritto da: Larry DiTillio

### Trama
Il proprietario di una libreria di nome Chilton Bone usa un medaglione chiamato Talismano di Olaf per trasformarsi in Bonechill, che ha la capacità di dare vita a mummie e altri mostri dell'orrore.

## The Driver's License
- Scritto da: Cherie Wilkerson

### Trama
Clark Kent sostiene l'esame di guida.

## The Beast Beneath These Streets
- Scritto da: Michael Reaves

### Trama
I ricercatori hanno scoperto una parte antica di Metropolis che è stata sepolta per cento anni. Secondo la leggenda, questa parte di Metropolis è stata sepolta cento anni fa quando uno scienziato di nome Dr. Morpheus ha creato una macchina che gli ha permesso di rubare i poteri di diversi tipi di animali. La leggenda si rivela vera quando il Dr. Morpheus (che sembra essere un uomo-pipistrello) rapisce Lois Lane. Attira Superman nella sua macchina in un complotto per rubare i poteri di Superman e usa dei pipistrelli per aiutare Superman ad arrivarci. Lois è legata a una sedia e imbavagliata in un teatro sul palco. Superman la vede con la sua vista a raggi X e la slega. Lei si slega e rivela che è una trappola troppo tardi, poiché il Dr. Morpheus prosciuga i poteri di Superman. Cerca di impossessarsi di Metropolis e getta Superman in un fiume sotterraneo. Ma lui scappa e la Kryptonite viene usata per indebolire il Dr. Morpheus e costringerlo a entrare nella macchina. Superman inverte la polarità e riprende i suoi poteri. Usa la sua vista termica per intrappolare il dottor Morpheus nella macchina fino all'arrivo della polizia.

## First Date
- Scritto da: Cherie Wilkerson

### Trama
Clark Kent porta Lana Lang a un concerto.

## Wildshark
- Scritto da: Marv Wolfman e Cherie Wilkerson

### Trama
Nel Triangolo delle Bermuda, Superman deve combattere contro un cattivo di nome Capitano Wildsharkk che sta dirottando delle navi.

## To Play or not to Play
- Scritto da: Cherie Wilkerson

### Trama
Clark Kent scopre di non poter giocare a football perché i suoi poteri gli danno un vantaggio ingiusto.

## Night of the Living Shadows
- Scritto da: Buzz Dixon

### Trama
Lex Luthor sviluppa una tuta che consente a una persona di diventare un'ombra vivente. La dà a un delinquente di basso livello di Suicide Slum di nome McFarlane per rapinare una banca (che viene soprannominato Shadow Thief), quindi usa la tuta lui stesso per rapinare una gioielleria. Lex Luthor quindi recluta una gang per usare le tute in un piano per rapinare la zecca dove le loro rapine sconcertano Superman e l'ispettore Henderson.

## Graduation
- Scritto da: Cherie Wilkerson

### Trama
Clark Kent deve risolvere un problema con la sua toga di laurea quando si sporca il giorno della laurea.

## The Last Time I Saw Earth
- Scritto da: Steve Gerber

### Trama
Un cacciatore di taglie alieno di nome Starrok ruba la navetta in cui si trovano Lois Lane e Jimmy Olsen. Li porta sul suo pianeta, dove vengono ingrassati per ottenere le proteine dai loro corpi e diventare immortali.

## It's Superman
- Scritto da: Cherie Wilkerson

### Trama
Dopo essersi trasferito a Metropolis, Clark Kent trova lavoro al Daily Planet e poi diventa Superman per la prima volta salvando Lois Lane durante una rapina in banca.